# Kwame Ayew
Kwame Ayew, född den 28 december 1973 i Tamale, Ghana, är en ghanansk fotbollsspelare.
Ayew tog OS-brons i herrfotbollsturneringen vid de olympiska sommarspelen 1992 i Barcelona.